# یوشی یامایا
یوشی یامایا (ژاپنی: 山谷 侑士؛ زادهٔ ۱۱ ژوئن ۲۰۰۰) یک بازیکن فوتبال اهل ژاپن است.
از باشگاه‌هایی که در آن بازی کرده‌است می‌توان به باشگاه فوتبال یوکوهاما مارینوس، باشگاه فوتبال میتو هولیهوک و باشگاه فوتبال کاگوشیما یونایتد اشاره کرد.